# Liste der Finanzminister von Niedersachsen
Liste der Finanzminister von Niedersachsen.

## Finanzminister Niedersachsen (seit 1946)
| Name                           | Amtsantritt                                      | Kabinett                            | Partei |
| ------------------------------ | ------------------------------------------------ | ----------------------------------- | ------ |
| Georg Strickrodt               | 25. November 1946 11. Juni 1947 9. Juni 1948     | Kopf I Kopf II Kopf III             | CDU    |
| Hinrich Wilhelm Kopf           | 23. August 1950                                  | Kopf III                            | SPD    |
| Alfred Kubel                   | 13. Juni 1951                                    | Kopf IV                             | SPD    |
| Helmuth Andreas Koch           | 26. Mai 1955                                     | Hellwege I                          | CDU    |
| August Wegmann                 | 19. November 1957                                | Hellwege II                         | CDU    |
| Hermann Ahrens                 | 12. Mai 1959 29. Dezember 1961                   | Kopf V Diederichs I                 | GB/BHE |
| Jan Eilers                     | 12. Juni 1963                                    | Diederichs II                       | FDP    |
| Alfred Kubel                   | 19. Mai 1965 5. Juli 1967                        | Diederichs III Diederichs IV        | SPD    |
| Siegfried Heinke               | 8. Juli 1970                                     | Kubel I                             | SPD    |
| Helmut Kasimier                | 10. Juli 1974                                    | Kubel II                            | SPD    |
| Ernst Albrecht                 | 6. Februar 1976                                  | Albrecht I                          | CDU    |
| Walther Leisler Kiep           | 25. Februar 1976 19. Januar 1977 28. Juni 1980   | Albrecht I Albrecht II Albrecht III | CDU    |
| Ernst Albrecht (kommissarisch) | 4. November 1980                                 | Albrecht III                        | CDU    |
| Burkhard Ritz                  | 3. Dezember 1980 22. Juni 1982                   | Albrecht III Albrecht IV            | CDU    |
| Birgit Breuel                  | 9. Juli 1986                                     | Albrecht V                          | CDU    |
| Hinrich Swieter                | 21. Juni 1990 23. Juni 1994                      | Schröder I Schröder II              | SPD    |
| Willi Waike                    | 1. November 1996                                 | Schröder II                         | SPD    |
| Heinrich Aller                 | 30. März 1998 28. Oktober 1998 15. Dezember 1999 | Schröder III Glogowski Gabriel      | SPD    |
| Hartmut Möllring               | 4. März 2003 26. Februar 2008 1. Juli 2010       | Wulff I Wulff II McAllister         | CDU    |
| Peter-Jürgen Schneider         | 19. Februar 2013                                 | Weil I                              | SPD    |
| Reinhold Hilbers               | 22. November 2017                                | Weil II                             | CDU    |
| Gerald Heere                   | 8. November 2022 20. Mai 2025                    | Weil III Lies                       | Grüne  |